# Lijst van machthebbers in 487 v.Chr.
In 487 v.Chr.  waren onderstaande personen in machtsposities.

## Afrika
| Land     | Positie           | Dynastie     | Machthebber       | Tijdvak          |
| -------- | ----------------- | ------------ | ----------------- | ---------------- |
| Carthago | Koning            | Magoniden    | Hamilcar I        | 510 - 480 v.Chr. |
| Cyrene   | Koning            | Battiaden    | Battus IV         | 515 - 465 v.Chr. |
| Egypte   | Koning van Egypte | 27e dynastie | Darius I (Perzië) | 522 - 485 v.Chr. |
| Koesj    | Koning            | Meroe        | Amaiastabarqa     | 510 - 487 v.Chr. |
| Koesj    | Koning            | Meroe        | Siaspiqa          | 487 - 468 v.Chr. |

## Azië
| Land                 | Positie           | Dynastie      | Machthebber   | Tijdvak          |
| -------------------- | ----------------- | ------------- | ------------- | ---------------- |
| China                | Keizer van China  | Zhou-dynastie | Zhou Jingwang | 519 - 476 v.Chr. |
| India (Magadha Rijk) | Koning            | Shishunaga    | Ajatashatru   | 491 - 461 v.Chr. |
| Japan                | Keizer van Japan  |               | Itoku         | 510 - 475 v.Chr. |
| Perzische Rijk       | Koning van Perzië | Achaemeniden  | Darius I      | 522 - 485 v.Chr. |

## Europa
| Land      | Positie                 | Dynastie            | Machthebber         | Tijdvak          |
| --------- | ----------------------- | ------------------- | ------------------- | ---------------- |
| Ierland   | Hoge koning van Ierland |                     | Óengus Ollom        | 499 - 481 v.Chr. |
| Macedonië | Koning                  | Argeaden            | Alexander I         | 498 - 454 v.Chr. |
| Rome      | Consul                  |                     | T. Sicinius Sabinus | 487 v.Chr.       |
| Rome      | Consul                  | C. Aquillius Tuscus | 487 v.Chr.          |                  |
| Sparta    | Koning van Sparta       | Agiaden             | Leonidas I          | 487 - 480 v.Chr. |
| Sparta    | Koning van Sparta       | Eurypontiden        | Leotychidas         | 491 - 476 v.Chr. |